# Sōta Fujii

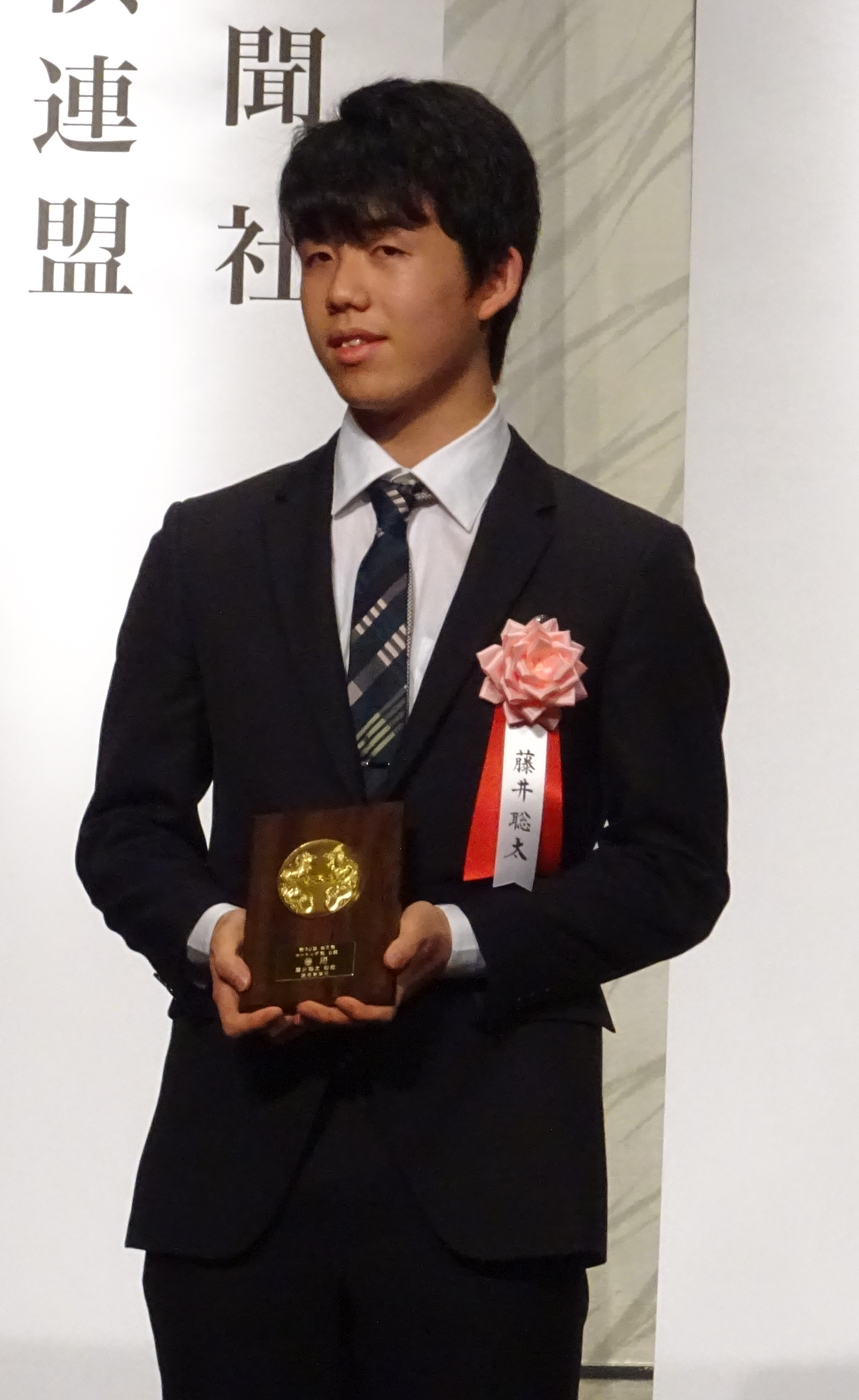
Sōta Fujii, 2018

Sōta Fujii (japanisch 藤井 聡太 Fujii Sōta; * 19. Juli 2002 in Seto) ist ein japanischer Shōgispieler, der im Alter von 14 Jahren und zwei Monaten am 3. September 2016 jüngster professioneller Shōgispieler in der Geschichte dieses Sports wurde.
Fujii lernte Shōgi im Alter von fünf Jahren von seiner Großmutter. Bereits im ersten Jahr der Grundschule besuchte er eine spezielle Shōgi-Klasse. Ab 2012 ging er zum Shorei-kai, einer speziellen Klasse bei der Japan Shogi Association (JSA), um zu versuchen, ein Profispieler zu werden. Derzeit besucht er im dritten Jahr die Mittelschule der Präfektur Aichi und schrieb den Mindestalter-Rekord von neuen Profispielern nach 62 Jahren neu. Weitere Spieler, die als Mittelschüler Profi wurden, sind Hifumi Katō, Kōji Tanigawa (* 1962), Yoshiharu Habu und Akira Watanabe (* 1984).
Der vorherige Rekordhalter war Hifumi Katō (* 1940), der im Alter von 14 Jahren und sieben Monaten im Jahr 1954 Profi wurde. Katō ist nun ein 9 Dan und war der älteste aktive Profispieler, bevor er im Juni 2017 in den Ruhestand ging.
Im April 2016 wurde Fujii der dritte Dan und am 1. Oktober 2016, ebenfalls als jüngstem Spieler, der 4. Dan verliehen, was bei den Männern einem Profi-Rang entspricht. Grund für diese Verleihung war, dass er das 18. und 19. Spiel der 59. Shōreikai 3-Dan League (April bis September 2016) gespielt hatte.
Zudem ist er der erste professionelle Shōgispieler, der im 21. Jahrhundert geboren wurde.
Das erste Profi-Spiel, welches er am 25. Dezember 2016 gegen Hifumi Katō bestritt, gewann er.
Am 26. Juni 2017 stellte er mit neunundzwanzig aufeinanderfolgend gewonnenen Spielen am Karrierebeginn einen neuen Rekord auf. Bisher waren Yoshiyuki Matsumoto (* 1971) und Masakazu Kondō (* 1971) Rekordhalter. Sie hatten 1995 bzw. 1996 zehn Spiele in Folge gewonnen. Mit diesem Sieg hat er Hiroshi Kamiya, 8. Dan (* 1961), der im Jahr 1987 einen Rekord von achtundzwanzig Siegen – jedoch nicht am Karrierebeginn – in Folge aufstellte, hinter sich gelassen.
Durch seinen Sieg gegen Kenjiro Abe (7. Dan) am 13. Dezember 2018 war er der jüngste Spieler, der 100 Siege in professionellen Shōgispielen errang.
2023 gewann er als 20-Jähriger den Meijin-Titel und ist damit der jüngste Titelträger in der Geschichte des Shōgi. Im selben Jahr gewann er Preisgeld in Höhe von 122,05 Millionen ¥.
Er ist Schüler von Masataka Sugimoto (8. Dan). Seine Spieler-ID bei der JSA ist die 307.